# 379 Huenna
379 Huenna eller 1894 AQ är en asteroid upptäckt 18 januari 1894 av den franske astronomen Auguste Charlois i Nice. Asteroiden har fått sitt namn efter det latinska namnet på ön Ven i Öresund.
Den tillhör asteroidgruppen Themis.

## S/2003 (379) 1
Den 14 augusti 2003 upptäckte Jean-Luc Margot från Keck-observatoriet att Huenna har en måne som har beteckningen S/2003 (379) 1. Den är 7 km i diameter och har en omloppsbana som ligger 3 400±11 km från asteroiden. Excentriciteten är 0,334±0,075 och omloppstiden 80,8±0,36 dygn.